# Соня Немска
Соня Лукова Немска, по известна само като Соня Немска, е българска попфолк певица.

## Биография
Соня Немска е родена на 16 януари 1981 г. в град Панагюрище, България. Учи в СОУ „Георги Брегов“ – Пазарджик, завършва музикалното училище в Пловдив със специалност класическо пеене.

## Музикална кариера

### 2005 – 2014:„Талисман“и„Правена съм за ръцете ти“
През 2005 година излизат песните „I want you baby“ и „Недей“. През декември 2005 излиза баладата „В сряда се приготви“, която я изстрелва на върха. През април 2006 излиза песента „Свалячи“. През октомври 2006 излиза Талисман, а по-късно и едноименният албум. През 2007 година излизат песните „Хороскоп“ и „Накарай ме“. През 2008 година излизат песните Top star, „Ако ти се плаче“ (ремикс), „Онези хубавките“, „Първа в това“ и „Някаква утеха“. През 2009 година излизат песните „Не ме търси“ и „Пусни лей лей“. През 2010 година излиза дуетът с Теди Александрова „Мокри сънища“. През 2011 година излизат песните „Тази нощ“ и „Първа на дансинга“. През юни 2012 излиза „Няма такава любов“ – дует с Андреас. На 15 март 2013 г. излиза първата ѝ песен от хитовия композитор Йорданчо Василковски – Оцко – „Правена съм за ръцете ти“. Песента става хит и оглавява класациите. През септември 2013 г. излиза „Оставам“ – дует с турския певец Fatih Kayhan, а през декември 2013 – самостоятелната песен „Кой сега е номер 1“
През месец февруари 2014 г. на 12-ите годишни музикални награди на телевизия „Планета“ тя печели наградата за „Най-прогресиращ изпълнител на 2013 година“. През лятото излиза песента ѝ от Ави Бенеди – „Пеперудите“. През лятото излиза вторият ѝ самостоятелен албум – „Правена съм за ръцете ти“.

### 2014 – настояще
През ноември 2014 г. излиза песента „Като стъкло“ с впечатляващ видеоклип във визията на ледена кралица. На 9 март 2015 г. става факт първата ѝ песен от румънския композитор Кости – „Рока лака“. На 21 юли излиза песента „Как ми действаш“. На 27 януари 2016 г. излиза песента „Онези думи“. На 22 юни заедно с видеоклип излиза песента „Поздравления“, която е вторият дует на Соня с певеца Андреас. На 20 март 2017 г. излиза новият видеоклип на баладата „Последният“. На 13 октомври излиза бързата песен „Аз съм жената“. На 7 юни 2018 г. излиза клипа към песента „Тя е топ“. На 30 май 2019 г. излиза песента „Просто спри“ в дует с Тони Стораро.

## Дискография

##### Албуми
- Талисман (2006)[4]
- Правена съм за ръцете ти (2014)[4]

##### Компилации
- Златните хитове на Пайнер 20 – Соня Немска (2013)[4]

## Изяви
Концерти зад граница: Северна Македония, Гърция, САЩ, Испания, Белгия, Холандия, Великобритания, ЮАР

## Награди
| Година | Получател             | Награда                                | Връчител                               |
| ------ | --------------------- | -------------------------------------- | -------------------------------------- |
| 2006   | Соня Немска           | Откритие на годината                   | Годишни награди на списание „Нов фолк“ |
| 2006   | „В сряда се приготви“ | Артистично присъствие във видеоклип    | Годишни награди на ТВ „Планета“        |
| 2013   | Соня Немска           | Най-прогресиращ изпълнител на годината | Годишни награди на ТВ „Планета“        |